# بدیه
بدیه (در عربی: البدیة) روستایی در ساحل دریای عمان از توابع امارت فجیره از امارات هفتگانه دولت امارات متحده عربی است.
شغل مردم روستا، صید، ماهی‌گیری و کشاورزی، و دامداری و تجارت است.
حدود ۲۰۰۰ اصله نخل خرما در روستا وجود دارد، در قسمت مغرب روستا و از بالای کوه نخلستان گسترده‌ای به چشم می‌خورد. باوجود اینکه روستا در کنار دریا قرار دارد، ولی آب چاه‌هایش بسیار شیرین است و عمق چاه خیلی کم است و از دو متر تا دو متر ونیم بیشتر تجاوز نمی‌کند.

## جمعیت
جمعیت روستا در حدود ۹۰۰ نفر (۴۷ خانوار) می‌باشد که از اهل سنت و مالکی مذهب هستند و از نژاد عرب و بزبان عربی تکلم می‌کنند.
روستای «البدیة» در ۳۸ کیلومتری شمال شهر فجیره واقع شده‌است. (الفجیرة) هفتمین اماره‌ای است که دولت امارات متحده عربی تشکیل داده‌اند. یک مسجد تاریخی که به « مسجد البدیة» معروف است در این روستا وجود دارد، مسجد در کنار جاده اصلی روستا واقع می‌باشد.
این مسجد که باستان شناسان تاریخ بناه آن به سال ۱۴۴۶ میلادی ترجیح داده‌اند از سمت مغرب روستا و در پایه کوه واقع می‌باشد به‌طوری‌که محراب مسجد از بیرون به پایه کوه چسپیده‌است.
در قله کوه از سمت مغرب مسجد آثار دو برج قدیمی وجود دارد که به گفته ساکنان روستا در زمان قدیم نگهبانانی در آن برجها گماشته بودند که از روستا واهالی پاس می‌دادند.

## موقعیت مسجد تاریخی
این مسجد زیبا وتاریخی بین راه دو شهر: خور فکان و دبا دِبا الحُصن واقع شده‌است.
شهر خورفکان در ۷ کیلومتری شمال مسجد واقع شده‌است، و شهر دبا در ۲۵ کیلومتری جنوب مسجد قرار دارد.
شهر خورفکان و شهر دبا از توابع امارت شارجه (شارقة) می‌باشند.

## نام
« مسجد البدیة» بعلت قرار داشتن مسجد در کنار روستای «البدیه» وعدم معرفت نام حقیقی مسجد آن را «مسجد البدیه» نامگذاری نموده‌اند. تابلو ورودی مسجد سال ۱۴۴۶ میلادی تاریخ ساخت مسجد را شناسایی می‌کند.
زائرین می‌توانند از دوراه ساحلی به موقع مسجد تاریخی برسند. از طریق شارقه (شارجه) ذَید، مسافی.
بعد از مسافی از دوراه می‌توان به موقع مسجد رسید که به شرح زیر می‌باشد:
- «مسافی»، «کلباء»، «فجیره»، «خور فکان»، «مسجد البدیه».[۳]
- «مسافی»، «الطیبه»، «وادی عبادله»، «دبا» (این راه در چند روستای کوچک ساحلی گذر می‌کند تا اینکه به مسجد می‌رسد) مانند: روستای «الغرفة»، «العکامیة»، «الرأس»، «الکبوس»، «رول دبا»، «الفقیت»، «رول ضدنا»، «ضدنا»، «العقة»، «شرم»، «مسجد البدیه».[۳]

## شکل مسجد
نمای بیرونی مسجد با مسجدهایی که در امارات متحده عربی وجود دارد کاملاً اختلاف دارد، ولیکن وجود جهتگیری دیوار مسجد و وجود محراب رو به‌طرف قبله دلیلی واضح است که یکی از مسجدهای مسلمانان بوده که در آن منطقه زندگی می‌کردند.
مسجد در پایه کوه حجر ساخته شده و قسمتی از محراب ودیوار سمت قبله کاملاً به کوه چسپیده‌است.

در وازه مسجد از سمت مشرق قرار دارد ومسجد فقط یک درب ورودی دارد.
حجم مسجد کوچک است، در درون مسجد حدود ۱۵ تا ۲۰ نفر می‌توانند در مسجد نماز گذارند. اما محوطه بیرون مسجد
(صحن مسجد) در حدود ۴۰ تا ۵۰ نفر می‌توانند در آن نمازگزار جا می‌دهد؛ ولی اینطور که معلوم است صحن بیرونی مسجد بعداً به مسجد اضافه شده‌است.
در مسجد هیچ گونه چوبی به کار نرفته‌است، نه در سقف مسجد ونه هم در دیوار مسجد از هیچ گونه چوبی استفاده نشده‌است، و سقف مسجد کاروانسرا مانند است، در وسط مسجد یک ستون ضخیم وجود دارد که تمام سقف مسجد بر روی آن قرار دارد، اما جوانب سقف به روی دیوارهای اطراف مسجد قرار دارند. از بیرون سقف مسجد قبه‌های متعددی دارد و طبقه‌بندی شده نشان می‌دهد، اما از داخل سقف مسجد مانند قوس نمایان است. یک ساختمان بسیار جالب ودیدنی است مخصوصاً وقتی از بیرون و از بالای تپه‌های اطراف به مسجد نگاه می‌کنید یک منظره جالب ودیدنی جلوه می‌دهد.
پس از مرمت ساختمان مسجد، حکومت فجیره این اثر تاریخی را به جهانگردان معرفی نموده و سالیانه عده زیادی از گردشگران از این مکان زیبا و تاریخی دیدن می‌کنند.

## فهرست منابع و مآخذ
- دکتر:التدمری، جلال، احمد، (تاریخ جلفار) ، دارالقلم: کویت، چاپ سوم، انتشار سال ۱۹۸۱ میلادی. (به عربی).
- محمدیان، کوخردی، محمد، “ (الإمارات عبر التاریخ) “، ج۱. سال انتشار ۲۰۰۸ میلادی به (عربی).
- نگاره‌ها از: محمد محمدیان.
- رحمة، عبدالرحمن، عبدالله، «(الإمارات فی ذاکرة أبنائها)»، جلد دوم. چاپ القراءة للجمیع للنشر والتوزیع، ابوظبی:، انتشار سال ۱۹۹۰ میلادی.